# 荔枝角南
荔枝角南（英語：Lai Chi Kok South，代號F14）是香港深水埗區議會下轄的選區，2007年設立，2023年撒消，末任區議員為深水埗區議會主席兼香港民主民生協進會署理主席楊彧。

## 範圍
選區位於荔枝角南部，包括公共屋邨海麗邨及昂船洲，基於昂船洲只有駐港解放軍軍營及幾間船廠、巴士廠設施，理論上沒有人口，選情以海麗邨為主，而位於青沙公路以北，由昂船洲北岸填海而成的八號貨櫃碼頭則屬葵青區。與其相連的選區有碧匯、美孚南和荔枝角中，與及葵青區議會的荔景。由於昂船洲位於深水埗區本土部分西南面，故此本選區亦是深水埗區最南及西的選區，選區名稱來自原有荔枝角選區，投票站設於聖公會聖瑪利亞堂莫慶堯中學。

## 沿革
由於西九四小龍（即泓景臺、昇悅居、碧海藍天及宇晴軒合稱）及海麗邨於2004至2007年間入伙，原荔枝角選區（包括現時荔枝角北、中及南選區）人口超出法例容許的上限，選管會於2007年劃出碧海藍天、海麗邨及昂船洲，成立本選區。
2007年區議會選舉，選區人口估算約21,376人，其中有5,114位選民，民協黃志勇、中國工黨香港支部陳勁松和民建聯陳仁川爭奪此新增議席，最終黃志勇以三分二的2,366票擊敗對手。
2011年區議會選舉，當時人口估算約21,522人，其中有9,016位選民，黃志勇爭取連任，與民建聯梁宴誠對決，黃志勇以3,507票七成八得票大比數擊敗對手。
2015年區議會選舉因應本區人口過多，碧海藍天劃入幸福選區，本區只由海麗邨組成，同時黃志勇不再角逐連任，交棒予民協當友社區主任楊彧，遇上民建聯陳威雄及有建制派背景的梅宇挑戰，最後楊彧以3,477票大比數擊敗兩名對手，亦為民協當屆最高得票人。
2019年區議會選舉，因選舉管理委員會決定新增碧匯選區，所以區內興華街西沿海的地方（海盈邨停車場範圍）劃入碧匯選區。選區重劃無阻時任議員楊彧以超過兩千票之差大勝民建聯的對手，成功連任。不但連任民協當屆最高得票人，也是深水埗區以至整個九龍西的最高得票者。2021年7月9日，因應政府計劃追討協助民主派初選區議員的酬金津貼傳聞所帶動的區議員辭職潮中，楊彧辭去區議員職務。

## 歷屆議員
| 屆別                  | 議員   | 政治聯繫 | 政治聯繫 |
| --------------------- | ------ | -------- | -------- |
| 2008年－2011年        | 黃志勇 |          | 民協     |
| 2012年－2015年        | 黃志勇 |          | 民協     |
| 2016年－2019年        | 楊彧   |          | 民協     |
| 2020年－2021年7月9日  | 楊彧   |          | 民協     |
| 2021年7月10日－2023年 | 懸空   | 懸空     | 懸空     |

## 歷屆選舉結果
| 政党   | 政党   | 候选人    | 票数  | %     | ±      |
| ------ | ------ | --------- | ----- | ----- | ------ |
|        | 民協   | ①. 楊彧   | 5,292 | 62.72 | -10.3  |
|        | 民建聯 | ②. 吳婉秋 | 3,145 | 37.27 | +12.26 |
| 多数票 | 多数票 | 多数票    | 2,147 | 25.45 | -22.56 |

| 政党   | 政党   | 候选人    | 票数  | %     | ±      |
| ------ | ------ | --------- | ----- | ----- | ------ |
|        | 民協   | ①. 楊彧   | 3,477 | 73.02 | -5.35  |
|        | 民建聯 | ②. 陳威雄 | 1,191 | 25.01 | +3.38  |
|        | 無黨派 | ③. 梅宇   | 94    | 1.97  | 不適用 |
| 多数票 | 多数票 | 多数票    | 2,286 | 48.01 | -8.73  |

| 政党   | 政党   | 候选人    | 票数  | %     | ±      |
| ------ | ------ | --------- | ----- | ----- | ------ |
|        | 民協   | ①. 黃志勇 | 3,507 | 78.37 | +11.31 |
|        | 民建聯 | ②. 梁宴誠 | 968   | 21.63 | -10.57 |
| 多数票 | 多数票 | 多数票    | 2,539 | 56.74 | +21.88 |

| 政党   | 政党          | 候选人    | 票数  | %     | ±      |
| ------ | ------------- | --------- | ----- | ----- | ------ |
|        | 中國工黨      | ①. 陳勁松 | 26    | 0.74  | 新選區 |
|        | 民協          | ②. 黃智勇 | 2,366 | 67.06 | 新選區 |
|        | 民建聯/工聯會 | ③. 陳仁川 | 1,136 | 32.20 | 新選區 |
| 多数票 | 多数票        | 多数票    | 1,230‬ | 34.86 | 新選區 |